# Ceratocystidaceae
Ceratocystidaceae is een familie uit de orde Halosphaeriales van de ascomyceten. Het typegeslacht is Ceratocystis.

## Genera
Tot deze familie behoren de geslachten:
- Ambrosiella
- Ceratocystis
- Chalaropsis
- Endoconidiophora
- Gabarnaudia
- Gondwanamyces
- Huntiella
- Meredithiella
- Phialophoropsis
- Rostrella
- Sporendocladia
- Thielaviopsis
- Opiostoma